# 1738 na ciência

## Nascimentos
| Data | Nome | Profissão | Nacionalidade | Observações | Ref |
| ---- | ---- | --------- | ------------- | ----------- | --- |

## Mortes
| Data           | Nome                      | Profissão              | Nacionalidade                                          | Observações | Ref |
| -------------- | ------------------------- | ---------------------- | ------------------------------------------------------ | ----------- | --- |
| 11 de julho    | Caspar Bartholin, o Jovem | anatomista             | Reino da Dinamarca e Noruega                           | n. 1655     |     |
| 15 de novembro | William Herschel          | astrónomo e compositor | Sacro Império Romano-Germânico / Reino da Grã-Bretanha | m. 1822     |     |

## Prémios
- Medalha Copley - James Valoue[1]